# Columbus Cottonmouths
Die Columbus Cottonmouths waren eine US-amerikanische Eishockeymannschaft aus Columbus, Georgia. Das Team spielte seit der Saison 2004/05 in der Southern Professional Hockey League.

## Geschichte
Die Columbus Cottonmouths wurden 1996 als Franchise der Central Hockey League gegründet. Ursprünglich war das Team als Expansion-Franchise für die Southern Hockey League vorgesehen, schloss sich nach deren Auflösung jedoch der CHL an. Columbus, das in allen fünf Spielzeiten, in denen es in der CHL aktiv war, jeweils die Playoffs erreichte, gewann in der Saison 1997/98 den Miron Cup, nachdem sie in den Finalspielen die Wichita Thunder mit einem Sweep in der Best-of-Seven-Serie schlugen. Nach dem Wegfall der beiden Lokalrivalen Macon Whoopee und Huntsville Channel Cats wechselten die Cottonmouths 2001 in die East Coast Hockey League, in der sie drei Jahre lang aktiv waren. In dieser verpassten sie jeweils die Playoffs um den Kelly Cup.
Ursprünglich wollten die Besitzer das Franchise 2004 nach Florida umsiedeln. Da dies jedoch aufgrund fehlender finanzieller Mittel scheiterte, wechselten die Cottonmouths schließlich in die Southern Professional Hockey League, deren Meisterschaft sie in der Saison 2004/05 gewannen. Ab 2006 schied Columbus drei Mal in Folge jeweils in der ersten Playoff-Runde aus, ehe das Team in der Saison 2010/11 erneut die Finalserie erreichte und den Mississippi Surge unterlag. In der Saison 2011/12 wurde schließlich der zweite Meistertitel in der Southern Professional Hockey League errungen, als die Mannschaft nach Siegen über die Louisiana IceGators, Huntsville Havoc und Pensacola Ice Flyers die Endrunde ohne Niederlage beendete und sich den President’s Cup sicherte.

## Team-Rekorde (CHL)

### Karriererekorde
Spiele: 307  Jerome Bechard
Tore: 137  Marcel Richard
Assists: 197  Mick Kempffer
Punkte: 310  Marcel Richard
Strafminuten: 1604  Jerome Bechard